# فريدريك جاي كيمبل
فريدريك جاي كيمبل (بالإنجليزية: Frederick James Kimball)‏ هو مهندس مدني أمريكي، ولد في 6 مارس 1844 في فيلادلفيا في الولايات المتحدة، وتوفي في 27 يوليو 1903.